# Pierre Rosenberg
Pierre Rosenberg (ur. 13 kwietnia 1936 w Paryżu) – francuski historyk sztuki, dyrektor Luwru (1994–2001), eseista, członek Akademii Francuskiej (od 1995).

## Życiorys
Rosenberg urodził się w Paryżu, skąd w czasie okupacji niemieckiej razem z rodzicami musiał zbiec do Lot-et-Garonne w Żyrondzie. Tam spędził swoje dzieciństwo. Po wojnie podjął naukę w liceum Charlemagne w Paryżu oraz École du Louvre. Ukończył także studia prawnicze. W latach 1961–1962 przebywał na stypendium na Uniwersytecie Yale. Karierę jako historyk sztuki rozpoczął w 1962 roku w Luwrze, gdzie był asystentem w dziale malarstwa. W latach 1970–1971 wykładał w École de Louvre malarstwo, w 1987 nauczał na Uniwersytecie w Cambridge (1987).
Był prezesem Société de l'Histoire de l'Art français (1982–1984) oraz Comité français d'Histoire de l'Art. Od założenia w 1969 r. pisma „Revue de l’art” wchodzi w skład jego redakcji.
W 1994 został obrany dyrektorem Luwru. W czasie jego kadencji zainicjowano projekt Grand Louvre i wybudowano szklaną piramidę na dziedzińcu. Swoją dyrekcję zakończył w 2001, kiedy to przeszedł na emeryturę. Od 7 grudnia 1995 jest członkiem Akademii Francuskiej, gdzie zasiada na 23 krześle (zastąpił Henriego Gouhiera).
Jest autorem wielu wystaw muzealnych, artykułów, felietonów i esejów na temat malarstwa. Specjalizuje się w sztuce XVII i XVIII wieku we Włoszech i Francji.

## Wybrane publikacje
- Le XVIIe français (1976)
- Tout l'oeuvre peint de Watteau (1982)
- Watteau : 1684-1721 (1985)
- Le Chat et la Palette. Le chat dans la peinture occidentale du XV au XX. siècle (1987)
- Laurent La Hyre. 1606-1656. L'homme et l'oeuvre (1988)
- Z Renaud Temperini, Poussin : « Je n'ai rien négligé », coll. Découvertes Gallimard (n° 233), 1994, ISBN 2-07-053269-0
- Catalogue raisonné des dessins de Poussin (1995)
- Z Hélène Prigent, Chardin : La nature silencieuse, coll. Découvertes Gallimard (n° 377), 1999, ISBN 2-07-053484-7
- Du dessin au tableau : Poussin, Watteau, Fragonard, David et Ingres (2001)
- Jacques-Louis David 1748-1825. Catalogue raisonné des dessins (2002)
- De Raphaël à la Révolution. Les relations artistiques entre la France et l’Italie (2005)
- Dictionnaire amoureux du Louvre (2007)